# ItaliaOnLine
Italiaonline S.p.A. (anteriormente Italiaonline S.r.l.), en acrónimo IOL, es una empresa italiana controlada por Libero Acquisition S.à.r.l. y con sede en Assago (MI), activa en toda la cadena de suministro de soluciones de comunicación en línea y marketing digital, con el objetivo de digitalizar la pequeña y mediana empresa italiana.
Hoy, los portales Libero y Virgilio, las revistas Web Di Lei, Total Tech, Qui Finanza, SportStadio, MotorLife y SiViaggia, la utilidad 1254, la plataforma de video ViTV, las agencias de publicidad Web ItaliaOnLine ADV e ItaliaOnLine Local son parte de ItaliaOnLine.